# Nunchía
Nunchía es un municipio ubicado al oriente de Colombia, en el departamento de Casanare. Se encuentra en la zona del Piedemonte Llanero, en la vertiente oriental de los Andes. Su jurisdicción tiene una extensión de 1171 km². Se encuentra ubicada a 52 km de Yopal, y de Bogotá a 388 km. Posee un centro poblado: La Yopalosa.

## Historia
Nunchía fue fundado el 7 de diciembre de 1655 por los evangelizadores jesuitas, quienes le dieron el nombre de San Carlos de Nunchía. En 1770 se erigió como parroquia
. Durante la época precolombina el valle de Nunchía estuvo habitado por amerindios de lenguas Achagua, Sáliba y los U'wa. Estos pueblos fueron evangelizados y quedaron bajo la tutela de los Encomenderos.
Hasta 1958, Nunchía fue la capital de la Prefectura de Casanare. Además, es conocido por ser el lugar de nacimiento de Salvador Camacho Roldán, quien fue presidente de los Estados Unidos de Colombia en 1868.

### Nunchía en la Campaña Libertadora de 1819
En 1819, cuando las tropas Libertadoras llegaron a Nunchía, solo encontraron los restos humeantes del pueblo, ya que los españoles, siguiendo órdenes del general José María Barreiro, le habían prendido fuego buscando retrasar el avance patriota. Este evento marcó un punto crucial en la historia de Nunchía, simbolizando su resistencia y resiliencia frente a las adversidades.
Nunchía también jugó un papel importante durante la Campaña Libertadora de 1819, siendo un punto estratégico para las tropas de Simón Bolívar. La región sirvió como un área de descanso y reabastecimiento para las fuerzas libertadoras antes de continuar hacia Boyacá. 

### Nunchía en la Literatura y la Cultura
En su libro "Nunchía: un pueblo forjado en la historia y la literatura", Delfin Rivera Salcedo menciona cómo la localidad no solo fue testigo de importantes acontecimientos, sino también un baluarte de apoyo y solidaridad para los movimientos independentistas.

### Alcaldes por voto popular
- Gonzalo Rodríguez Bohórquez 2001-2003
- José Del Carmen Galvis 2004-2007
- German Romero Prieto 2008-2011
- Martha Cecilia Pérez Rodríguez 2012-2015
- Fredy Higuera Márquez 2016-2019
- Norberto Martínez 2020-2023
- Yeison Rumaldo Guicon Barrera 2024-2027

## Turismo
El municipio de Nunchía se destaca por su variada oferta de atractivos turísticos. Entre sus principales puntos de interés se encuentran edificaciones de valor histórico y arquitectónico.
- Iglesia Colonial La Sagrada Familia: Ejemplo de arquitectura colonial que refleja la historia y la cultura de la región.

- Parque Principal: Un lugar ideal para paseos y encuentros sociales, remodelado en el año 2024.

- Río Tocaría y Río Nunchía: Caracterizados por ser de agua fría y agua caliente, respectivamente.

- Cerro Santa Bárbara: Destino popular para caminatas y picnics, con vistas panorámicas.

- Monumento al Duende: Estatua de un personaje de la mitología local.

- Piedra de Bolívar: Sitio histórico relacionado con la Campaña Libertadora de Nueva Granada.

- Calles Empedradas: Calles que añaden un toque arquitectónico distintivo al municipio.

- Arquitectura Colonial en las Casas: Fachadas coloridas y balcones de madera que reflejan la arquitectura colonial.

## Economía
La actividad económica de Nunchía gira en torno a la Agricultura, el Café, la Ganadería, el Comercio, la Función Pública y el Sector privado. también el Municipio cuenta con Recursos Naturales como el Petróleo donde es una fuente que dinamiza su economía.

## Barrios
Nunchía cuenta con 8 Barrios en el área urbana.
- Barrio Centro
- Barrio San Carlos
- Barrio Progreso
- Barrio Guarataro
- Barrio Prado
- Barrio Plazuelas
- Barrio Libertador
- Barrio Santa Barbara

## Festividades
Nunchía es conocida por sus coloridas y variadas festividades que reflejan la rica tradición cultural de la región.
- Festival Internacional la Leyenda del Duende (Diciembre)
- Festival Estudiantil Llanero organizado por el Colegio Salvador Camacho Roldan
- Ferias y Fiestas (Diciembre)
- Gran Cabalgata de Amor y Amistad (Septiembre)
- Fiesta de Celebración de Nuestra señora Virgen del Carmen (16 Julio), Organizada por la Iglesia la Sagrada Familia
- Celebración de los Cumpleaños de Nunchia (7 Diciembre)
- Feria y exposición Ganadera y Agroindustrial (Diciembre)
- Placita Campesina todos los Domingos en el Parque Principal Salvador Camacho Roldan

### Patrimonio Cultural Infraestructural
- Monumento Salvador Camacho Roldan
- Piedra de Bolívar
- Iglesia Colonial la Sagrada Familia
- Parque Principal Salvador Camacho Roldan
- Concha Acústica
- Institución Educativa Salvador Camacho Roldan
- Monumento el Duende
- Complejo Polideportivo
- Casa de la Cultura
- Cerro de Santa Bárbara